# 원숭이 면역 결핍 바이러스

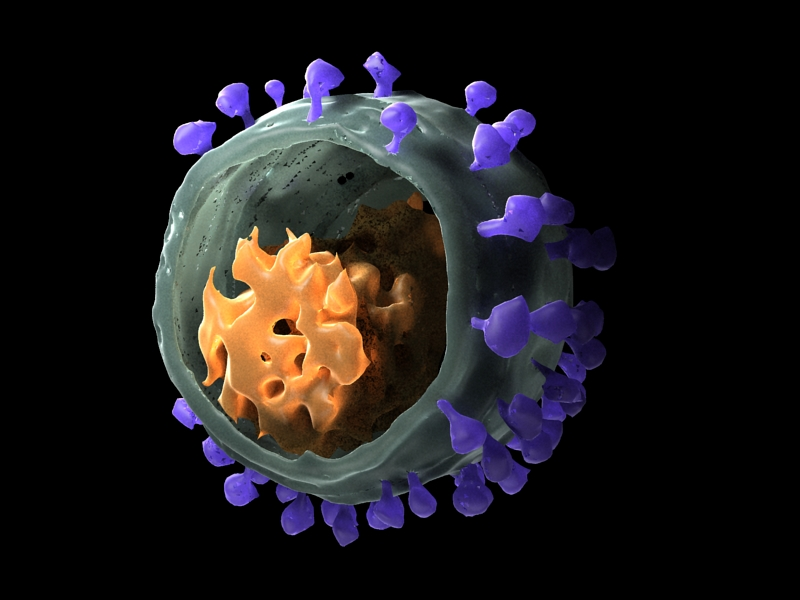

원숭이 면역 결핍 바이러스 (영어 : Simian Immuno-deficiency Virus : SIV)는 영장류를 자연 숙주로 하는 바이러스로 숙주의 면역 세포를 감염시켜 면역 세포를 파괴하여 후천적으로 면역 부전을 발병시키는 바이러스이다. SIV는 아프리카 대륙에 서식하는 영장류에 널리 분포하고 있으며 아프리카 녹색 원숭이 등의 긴꼬리원숭이 속(Cercopithecus), 맨드릴 등의 맨드릴 속(Mandrillus), 검댕망가베이(Cercocebus atys) 등의 흰눈꺼풀망가베이 속(Cercocebus), 그리고 침팬지로부터 이 바이러스가 분리되어 있다. 아시아에 서식하는 마카크 속(Macaca)의 원숭이에서도 분리되어 있지만 자연 감염 사례가 없고, 미국의 모든 영장류 센터에서 사육되고 있는 원숭이에서 분리되었기 때문에, 이는 동 시설에서 사육하고 있던 아프리카 산 원숭이로부터 감염된 것으로 추정하고 있다.
바이러스 분류 상으로는 엔벨로프(envelope)를 가지는 플러스 단일 가닥의 RNA 바이러스인 레트로바이러스 과(Retrovividae) 렌티바이러스 속(lentivirus)에 속한다. SIV로 통칭하고 있지만 실제로는 많은 종류가 있다.
SIV는 인간 면역 결핍 바이러스의 HIV-1, HIV-2의 기원으로 생각되고 있는데, 돌연변이에 의하여 인간에게 감염하는 능력을 획득한 것으로 생각된다. 바이러스의 염기 서열을 비교하면 HIV-1은 침팬지에서 분리된 SIVcpz에 가깝고, HIV-2는 검댕망가베이로부터 분리된 바이러스인 SIVsmm에 가깝다. 이런 점에서 SIV에 감염된 원숭이로부터 사람을 감염시켜서 HIV로 진화한 것과 생각된다. HIV-1과 HIV-2의 기본 유전자 구조는 거의 동일하지만 염기 서열의 유사성은 낮아 60 % 정도이다. 가장 큰 유전자 차이는 HIV-1에는 vpu, HIV-2에는 vpx가 각각 존재한다는 점이다. 또한 이러한 차이가 SIVcpz과 SIVsmm 사이에 보이는 점으로부터 HIV-1과 HIV-2는 각각 독립적인 조상으로부터 인간을 감염 능력을 가진 바이러스로 진화한 것으로 생각되고 있다.

## 같이 보기
- 인간 면역 결핍 바이러스
- 후천성 면역 결핍 증후군
- 감염병
- 고양이 후천성 면역 결핍 증후군 (고양이 에이즈)